# Sygnały dawane przez dyżurnego ruchu
Obecnie w Polsce na kolei stosuje się tylko jeden sygnał dawany przez dyżurnego ruchu – Rd 1. W przeszłości stosowano także sygnały Rd 2, Rd 3 i Rd 4.

## Rd 1
Sygnał Rd 1 Nakaz jazdy przy wyprawianiu pociągów podaje dyżurny ruchu, a przy przepuszczaniu pociągów – dyżurny ruchu lub nastawniczy na każdorazowe polecenie dyżurnego ruchu, wtedy, gdy jest to wymagane odpowiednimi przepisami lub instrukcjami.
Dzienny sygnał Rd 1 ma postać okrągłej białej tarczki z zieloną obwódką, która jest poruszana pionowo. Sygnał nocny to latarka z zielonym światłem poruszana pionowo.

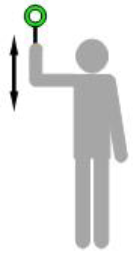
Dyżurny ruchu podający sygnał Rd 1 (dzienny) – wzór
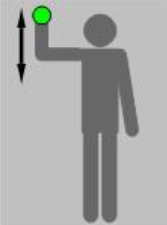
Dyżurny ruchu podający sygnał Rd 1 (nocny) – wzór

## Sygnały historyczne wycofane z użycia
Dawniej stosowano także sygnały:
- Rd 2 „Stosować skrócony czas jazdy” – trójkątna tarczka pomalowana z obu stron na kolor biały z czerwoną obwódką i czarną literą „S”, pokazywana w kierunku zbliżającego się pociągu.
Sygnał Rd 2 oznacza, że należy stosować skrócony czas jazdy pociągu do następnego posterunku następczego[a][2].
- Rd 3 „Wydłużyć czas jazdy” – prostokątna tarczka, pomalowana z obu stron na kolor biały z czerwoną obwódką i czarną literą „W”, pokazywana w kierunku zbliżającego się pociągu. Sygnał Rd 3 oznaczał, że należy wydłużyć czas jazdy pociągu do następnego posterunku następczego[a][2].
- Rd 4 „Powiadomienie dróżników przejazdowych o odjeździe pociągu” – jeden długi dźwięk dawany dzwonkiem aparatu telefonicznego – dla pociągu kierunku nieparzystego, zaś dwa długie dźwięki – dla pociągu kierunku parzystego. Sygnały te służą do zawiadamiania dróżników przejazdowych o mającym nastąpić odjeździe pociągu[a][2].

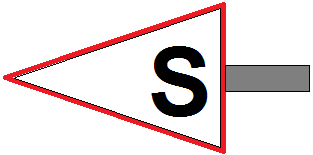
Wzór tarczki sygnału Rd 2
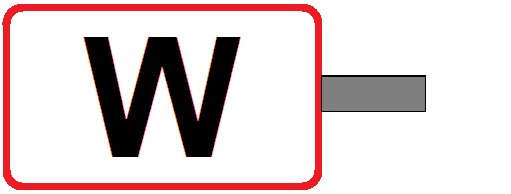
Wzór tarczki sygnału Rd 3